# Eleccions generals andorranes de 1967
Les eleccions andorranes de 1967 es van celebrar el 12 i 28 de desembre de 1967 per renovar la meitat del Consell General i la meitat dels Consells de Comú de les 6 parròquies d'Andorra.

## Sistema electoral
Tenien dret a vot els homes amb més de 25 anys que disposessin de nacionalitat andorrana, així com els homes que estiguessin casats amb una dona andorrana i tinguessin com a mínim un fill major d'edat. Per poder-se presentar com a candidat, calia tenir 30 anys.
La legislació andorrana no va legalitzar els partits polítics fins a l'aprovació de la Constitució l'any 1993, així que tots els candidats eren independents de manera oficial. Tot i això estaven permeses les agrupacions polítiques.
A les eleccions al Consell General es renovaven la meitat dels escons (12 de 24). Cada parròquia formava una circumscripció i escollia dos consellers, tret de la parròquia d'Andorra la Vella, on el quart d'Andorra i el quart de les Escaldes formaven circumscripcions separades, que escullen un conseller cadascun. A les eleccions comunals es renovaven la meitat de càrrecs de consellers de cada parròquia, que eren escollits per a un període de quatre anys. El nombre de consellers de cada comú era variable. A Andorra la Vella el quart de Les Escaldes i el quart d'Andorra la Vella escollien els consellers de comú en circumscripcions diferents. També s'escollien els Comissionats del Poble, és a dir, els encarregats de fiscalitzar l'activitat econòmica de cada comú.
En totes dues eleccions s'utilitzava un sistema majoritari plurinominal amb segona volta, on cada votant podia votar a tants candidats com candidats s'haguessin d'escollir. Els candidats s'agrupaven en candidatures. Estava permès que un candidat formés part de més d'una candidatura al mateix temps. En algunes parròquies era permès repartir el vot, votant a candidats de llistes diferents. En d'altres, era requisit votar a candidats de tots els quarts de la parròquia per poder considerar el vot com a vàlid. Els vots nuls i blancs no eren considerats com a vàlids. Per poder ser escollit, calia haver rebut més de la meitat dels vots vàlids. En cas que després de l'elecció quedessin escons vacants, es realitzava una segona volta al cap d'una setmana.
Els consellers elegits van jurar el càrrec el dia 28 de desembre per poder prendre possessió del seu càrrec el dia 1 de gener de l'any següent, per a un període de 4 anys.
Els cònsols majors i menors de cada parròquia eren elegits pels consells de comú per a un període de 2 anys. El síndic general i el subsíndic eren escollits pel Consell General per a un període de 3 anys.

## Resultats

### Eleccions al Consell General
La participació va ser del 72,98% a la primera volta, variant entre el 34,40% de la Massana i el 87,71% de les Escaldes. A la primera volta es van escollir 10 dels 12 consellers. La segona volta es va efectuar el 28 de desembre per escollir un conseller a Canillo i Encamp.

#### Total nacional
| Partit              | Primera volta | Primera volta | Primera volta | Segona volta | Segona volta | Segona volta | Escons totals |
| Partit              | Vots          | %             | Escons        | Vots         | %            | Escons       | Escons totals |
| ------------------- | ------------- | ------------- | ------------- | ------------ | ------------ | ------------ | ------------- |
| Independents        |               | 100           | 10            |              | 100          | 2            | 12            |
| Vots nuls           |               | –             | –             |              | –            | –            | –             |
| Total               | 740           | 100           | 10            |              | 100          | 2            | 12            |
| Cens/participació   | 1.014         | 73,0          | –             | 180          |              | –            | –             |
| Font: La Vanguardia |               |               |               |              |              |              |               |

#### Resultat per parròquia
| Parròquia           | Quart               | Candidat               | 1a volta | 1a volta | 2a volta | 2a volta |
| Parròquia           | Quart               | Candidat               | Vots     | Electe   | Vots     | Electe   |
| ------------------- | ------------------- | ---------------------- | -------- | -------- | -------- | -------- |
| Canillo             | Canillo             | Manuel Casals          | 77       | 1        |          |          |
| Canillo             | Canillo             | ?                      | ?        |          | ?        | 1        |
| Encamp              | Encamp              | Serafí Reig Ribó       | 51       | 1        |          |          |
| Encamp              | Encamp              | Josep Marsal           | ?        |          | ?        | ?        |
| Encamp              | Encamp              | Pere Pallarés          | ?        |          | ?        | ?        |
| Ordino              | Ordino              | Josep Riba             | 31       | 1        |          |          |
| Ordino              | Ordino              | Joan Bringué           | 29       | 1        |          |          |
| La Massana          | La Massana          | Josep Rosell Parramón  | 39       | 1        |          |          |
| La Massana          | La Massana          | Secundí Camps Martí    | ?        | 1        |          |          |
| Andorra la Vella    | Andorra la Vella    | Càndid Riba            | 136      | 1        |          |          |
| Andorra la Vella    | Les Escaldes        | Estanislau Sangrà Font | 100      | 1        |          |          |
| Sant Julià de Lòria | Sant Julià de Lòria | Bartomeu Riba Tort     | 87       | 1        |          |          |
| Sant Julià de Lòria | Sant Julià de Lòria | Antoni Pintat Argelich | 85       | 1        |          |          |
| Font: La Vanguardia |                     |                        |          |          |          |          |

### Eleccions comunals
Bartomeu Rebés fou escollit cònsol major del quart d'Andorra la Vella. Al quart de les Escaldes, Francesc Mora Planas va ser escollit cònsol major.